# Municipio de Omega (Iowa)
El municipio de Omega (en inglés: Omega Township) es un municipio ubicado en el condado de O'Brien en el estado estadounidense de Iowa. En el año 2010 tenía una población de 223 habitantes y una densidad poblacional de 2,44 personas por km².

## Geografía
El municipio de Omega se encuentra ubicado en las coordenadas 43°7′38″N 95°26′48″O / 43.12722, -95.44667. Según la Oficina del Censo de los Estados Unidos, el municipio tiene una superficie total de 91.36 km², de la cual 91,36 km² corresponden a tierra firme y (0 %) 0 km² es agua.

## Demografía
Según el censo de 2010, había 223 personas residiendo en el municipio de Omega. La densidad de población era de 2,44 hab./km². De los 223 habitantes, el municipio de Omega estaba compuesto por el 95,96 % blancos, el 0,45 % eran asiáticos, el 2,69 % eran de otras razas y el 0,9 % eran de una mezcla de razas. Del total de la población el 2,69 % eran hispanos o latinos de cualquier raza.